# مکل (میسیسیپی)
مکل (به انگلیسی: Macel) یک منطقهٔ مسکونی در ایالات متحده آمریکا است که در میسیسیپی قرار دارد. مکل ۴۲٫۹۸ متر بالاتر از سطح دریا واقع شده‌است.